# Adel Hafsi
Adel Hafsi (* 13. Mai 1971) ist ein Techno-Musikproduzent, der auch unter Pseudonymen wie Adel Dior, Amanda Amour oder Sandokan bekannt ist. Hafsi ist Mitglied der Gruppen Autotune, Die Raketen, Miami Black Palms, Sono Tab, Spreeathen, Tulasonic und UMO.

## Leben
Hafsi produziert seit Mitte der 1990er Jahre elektronische Musik. Für die 1996 erschienene 100. Veröffentlichung des Frankfurter Kult-Labels Force Inc. Music Works FIM 100 produzierte er gemeinsam mit Cem Oral von der Band Air Liquide das Stück Discodesease. Im gleichen Jahr gründete Hafsi mit Oral und Terrible das Projekt UMO (Unidentified Musical Objects), die zwischen 1996 und 2000 drei Alben veröffentlichten. 
Mit dem als Curtis IC bekannten Dirk Lunkenheimer gründete Hafsi das Projekt Sono Tab, die drei EPs auf Beroshimas Label Müller Records und Tom Clarks Label Gold Plate Music veröffentlichten.
Gemeinsam mit Jan-Eric Scholz gründete er 1999 das Projekt Autotune. Im Jahr 2000 erschien das Debütalbum Ladyshaker ebenfalls auf Müller Records. Weitere Singles erschienen auf Labels wie BPitch Control, Low Spirit, Fumakilla und Force Tracks.
Gemeinsam mit Scholz und Alexander Gerlach alias Lexy von Lexy & K-Paul gründete Hafsi 2003 das Pop-Projekt Die Raketen, deren Debütalbum Ahoi 2004 bei Low Spirit erschien. Die Single Tokyo, Tokyo drang im Jahr 2003 in die deutschen Charts vor. Mit der Band vertrat Hafsi 2006 das Bundesland Sachsen beim Bundesvision Song Contest. Dort belegte die Gruppe mit dem Stück Popsong jedoch nur den vorletzten Platz.
Ein weiteres Projekt von Hafsi, Scholz  und Gerlach ist Miami Black Palms, das zwischen 2003 und 2005 vier EPs auf Ghetto Charge Music veröffentlichte.